# Битва драконов
Битва драконов (англ. Bridge of Dragons) — американский фантастический фильм-боевик 1999 года режиссёра Айзека Флорентайна. В главной роли Дольф Лундгрен.

## Сюжет
В ходе жестокой войны убийца Варчайлд, казалось бы, хладнокровный и бесчувственный, сталкивается с моральной дилеммой и отказывается убить беспомощного человека. Человек, который воспитал, и его командир, жадный в целом Лючанг, убивает его. Генерал Лючанг планирует завоевать страну, женившись на принцессе Хало. Между тем принцесса Хало узнает, что Лючанг убил своего отца, чтобы получить больше власти, чем тот, что было у короля, поэтому решает сбежать. Варчайлд и принцесса Хало влюбляются и вместе решаются помешать силам Лючанга.